# Lignan-de-Bordeaux
Lignan-de-Bordeaux é uma comuna francesa na região administrativa da Nova Aquitânia, no departamento da Gironda. Estende-se por uma área de 8,91 km². Em 2010 a comuna tinha 831 habitantes (densidade: 93,3 hab./km²).